# Рейсбих, Артур Александрович
Артур Александрович Рейсбих (род. 30 июня 1990 года ) — российский легкоатлет, который специализируется в беге на короткие дистанции.

## Карьера
Ещё ребёнком он занимался мини-футболом – в Камышлове по примеру старшего брата записался в секцию к тренеру С.Е. Порсину и проходил туда пять лет.
В 17 лет Артур поступил в Российский государственный профессионально-педагогический университет (РГППУ) Екатеринбурга, познакомившись с тренером Владимиром Самбурских, стал заниматься лёгкой атлетикой уже профессионально. В 2010 году Артура переводом приняли в Ленинградский государственный университет имени А. С. Пушкина. Его отец тогда специально приехал в Саранск на первенство России, чтобы познакомить сына с тренером Валерием Назаровым, у которого сам тренировался в молодости.
Уже через год Артур выигрывает молодёжное первенство России на 100-метровке с результатом 10.48. До этого его достижением была победа на первенстве Урала с результатом 10.75. В том же 2011 году, находясь ещё в «молодёжном» возрасте, он выиграл «взрослый» чемпионат России в эстафете 4×100 м. В 2012-м снова стал чемпионом России, но уже на 200-метровке (результат 21.04), а на сотне был третьим. Начиная с 2013 года, он уже официально выступает за взрослую сборную.
Тренируется в Санкт-Петербурге в спортивном обществе Вооружённых Силу В. Назарова.
Приказом министра спорта №24-нг от 5 октября 2012 года присвоен разряд мастер спорта России.

## Главные результаты
| Год  | Турнир                       | Место проведения | Дисциплина        | Место | Результат |
| ---- | ---------------------------- | ---------------- | ----------------- | ----- | --------- |
| 2011 | Чемпионат России             | Чебоксары        | 4х100 м           | 1     | 39:86     |
| 2013 | Чемпионат России в помещении | Москва           | 4х200 м           | 3     | 1.25,58   |
| 2013 | Чемпионат России             | Москва           | 100 м             | 4     | 10:53     |
| 2013 | Чемпионат России             | Москва           | 200 м             | 4     | 21:18     |
| 2013 | Чемпионат России             | Москва           | 4 х 100 м         | 1     | 39:55     |
| 2013 | Чемпионат России             | Москва           | 100+200+300+400 м | 2     | 3.11,90   |
| 2014 | Чемпионат России в помещении | Москва           | 200 м             | 6     | 21:83     |
| 2014 | Чемпионат России             | Казань           | 4х100 м           | 1     | 40:15     |
| 2015 | Чемпионат России             | Чебоксары        | 200 м             | 1     | 20:92     |